# متیل ایزوپروپیل کتون
متیل ایزوپروپیل کتون (به انگلیسی: Methyl isopropyl ketone) با فرمول شیمیایی C۵H۱۰O یک ترکیب شیمیایی است. که جرم مولی آن ۸۶٫۱۳ g/mol می‌باشد. 